# Kanton Montrouge
Der Kanton Montrouge ist seit 1967 ein französischer Wahlkreis im Arrondissement Antony, im Département Hauts-de-Seine und in der Region Île-de-France. Sein Hauptort ist Montrouge.

## Gemeinde
Der Kanton besteht aus zwei Gemeinden mit insgesamt 76.456 Einwohnern (Stand: 1. Januar 2022) auf einer Gesamtfläche von 4,14 km²:
| Gemeinde         | Einwohner 1. Januar 2022 | Fläche km² | Dichte Einw./km² | Code INSEE | Postleitzahl |
| ---------------- | ------------------------ | ---------- | ---------------- | ---------- | ------------ |
| Malakoff         | 30.183                   | 2,07       | 14.581           | 92046      | 92240        |
| Montrouge        | 46.273                   | 2,07       | 22.354           | 92049      | 92120        |
| Kanton Montrouge | 76.456                   | 4,14       | 18.468           | 9218       | –            |

Bis zur Neuordnung bestand der Kanton Montrouge nur aus der Gemeinde Montrouge. 